# RENFE 446 sorozat
A RENFE 446 sorozat egy 1668 mm-es nyomtávolságú spanyol elővárosi forgalomra használt villamos motorvonat sorozat. A CAF, a MACOSA, az MTM, a Cenemesa, a Conelec és a Melco gyártotta a RENFE részére 1989-1993 között. Összesen 170 motorvonat épült.

## Története
A motorvonatok tervezése az 1980-as évek elején kezdődött, és a 445-ös sorozat prototípusához vezetett, amikor az ingázók egyre nagyobb számban vették igénybe a vasutat, olyan nagyvárosokban, mint Madrid. Az ezeken az útvonalakon üzemelő vonatok, elsősorban a RENFE 440 sorozat, egyre kevésbé voltak képesek hatékonyan kezelni a forgalom növekedését. Úgy döntöttek, hogy ehhez a szolgáltatáshoz olyan vonatokra lesz szükség, melyek hatékonyan tudják kiszolgálni az egymáshoz közel fekvő állomásokat és a nagy utasmennyiségeket. Jobb gyorsítóképességű vonatok készültek, melyeknek azonban a végsebességük alacsonyabb lett.

## Műszaki jellemzése
Az 1989-ben forgalomba állított 446 sorozat a RENFE innovatív motorvonat-tervezete volt. Mindegyik vonat 2400 kW (3200 lóerő) teljesítménnyel rendelkezik, amely maximálisan 1 m/s² gyorsulást tesz lehetővé 100 km/h legnagyobb sebességre. A háromrészes szerelvény két hajtott kocsiból és egy közbenső mellékkocsiból áll, ez egy új koncepció volt a RENFE-nél. Minden kocsinak 3 pár dupla ajtaja van, hogy az utasok gyorsan le- és felszállhassanak. A 446-os sorozat egyik legnagyobb hátránya, amely miatt a "dodotis" becenevet is kapták (ez egy baba pelenka fajta), az, hogy eredetileg nem volt WC bennük.
Külsőleg hasonlóak a későbbi RENFE 447 sorozathoz, amelyekkel bizonyos korlátozásokkal képes együttműködni a vontatás és a fék. A közelmúltbeli változtatások és fejlesztések között szerepelt az ajtók bezárására figyelmeztető hang-, és fényjelzés beépítése. A legyártott 170 egységből 25-öt selejteztek eddig le, ideértve azokat is, amelyeket a 2004. évi madridi vonatrobbantások során megsérültek.
A motorvonatok elővárosi járatokon közlekednek Madrid, Sevilla, San Sebastián, Santander és Bilbao környékén, ahol az állomások közötti távolság gyakran 1–2 km vagy még kevesebb.

## Lásd még
- Cercanías Madrid